# Westfalenpokal 2017/18
Der Westfalenpokal 2017/18 war die 37. Austragung im Fußball-Westfalenpokal der Männer. Der Sieger qualifizierte sich für die erste Hauptrunde des DFB-Pokal 2018/19. Im Finale gewann der SC Paderborn 07 mit 4:2 gegen den TuS Erndtebrück.

## Modus
Der Westfalenpokal wurde im K.-o.-System ausgetragen. In jeder Runde gab es ein Spiel. Wenn ein Spiel nach 90 Minuten unentschieden stand, wurde das Spiel um zweimal 15 Minuten verlängert. Sollte danach immer noch keine Entscheidung gefallen sein, folgte ein Elfmeterschießen. Die Partien der ersten Runde wurden ausgelost, der weitere Spielbetrieb erfolgte nach einer Setzliste. Bei den Spielen der ersten und zweiten Runde hatte die klassenniedrigere Mannschaft Heimrecht. In den weiteren Runden hatten lediglich die Kreisligamannschaften immer Heimrecht. Spielten zwei Mannschaften aus der gleichen Ligenebene gegeneinander, hatte die zuerst gezogene Mannschaft ein Heimspiel. Ein Tausch des Heimrechts war allerdings möglich. Ab dem Halbfinale wurden die Spielorte durch den Verband bestimmt.

## Teilnehmende Mannschaften
Für den Westfalenpokal 2017/18 qualifizierten sich automatisch die westfälischen Vereine aus der 3. Liga und der Regionalliga West 2017/18 sowie evtl. Absteiger aus der 2. Bundesliga 2016/17. Dazu kamen die Mannschaften auf den Plätzen eins bis sechs der Oberliga Westfalen 2016/17, die Meister der beiden Staffeln der Westfalenliga, die Meister der vier Staffeln der Landesliga, die Meister der zwölf Staffeln der Bezirksliga sowie die 29 Kreispokalsieger. Der verbleibende Platz bis zur Zahl 64 wurde an den Kreis vergeben, die die meisten Herrenmannschaften stellten, die aktiv am Spielbetrieb der Kreisligen teilnahmen. Dies war der Kreis Dortmund. Sollte sich ein Kreispokalsieger bereits über eine Meisterschaft qualifiziert haben rückte der unterlegene Kreispokalfinalist nach.
| Westfälische Mannschaften der 3. Liga 2016/17 | Westfälische Mannschaften der Regionalliga West 2016/17 | Die ersten sechs Mannschaften der Oberliga Westfalen 2016/17 |
| Sportfreunde Lotte Preußen Münster SC Paderborn 07 | Rot Weiss Ahlen SV Rödinghausen Sportfreunde Siegen TSG Sprockhövel SC Verl SG Wattenscheid 09 SC Wiedenbrück | TuS Erndtebrück Hammer SpVg SV Lippstadt 08 TSV Marl-Hüls FC Eintracht Rheine Westfalia Rhynern |
| Die Meister der Westfalenliga 2016/17 | Die Meister der Landesliga 2016/17 | Die Meister der Bezirksliga 2016/17 |
| TuS Haltern (1) Westfalia Herne (2) | VfB Fichte Bielefeld (1) SG Finnentrop/Bamenohl (2) Viktoria Resse (3) SpVg Beckum (4) | VfL Holsen (1) Viktoria Rietberg (2) SuS Westenholz (3) VfL Bad Berleburg (4) RSV Meinerzhagen (5) SSV Hagen (6) TuS Wiescherhöfen (7) Werner SC (8) FC Frohlinde (9) SpVgg Horsthausen (10) SG Borken (11) TuS Altenberge (12) |
| Die Kreispokalsieger der Saison 2016/17 (OL = Oberliga, WL = Westfalenliga, LL = Landesliga, BL = Bezirksliga, KLA = Kreisliga A) | | |
| - Ahaus/Coesfeld SpVgg Vreden (WL) - Arnsberg Blau-Weiß Gierskämpen (BL) - Beckum SC Roland Beckum (OL) F - Bielefeld VfL Theesen (LL) - Bochum DJK TuS Hordel (WL) - Detmold Post TSV Detmold (BL) - Dortmund Westfalia Wickede (WL) SC Dorstfeld 09 (BL) V - Gelsenkirchen SC Hassel (OL) - Gütersloh FSC Rheda (BL) | - Hagen TuS Ennepetal (OL) - Herford SC Herford (WL) - Herne Wacker Obercastrop (BL) F - Hochsauerland SV Schmallenberg/Fredeburg (KLA) - Höxter SpVg Brakel (LL) - Iserlohn FC Iserlohn 46/49 (WL) - Lemgo SC Bad Salzuflen (BL) - Lippstadt SuS Bad Westernkotten (LL) F - Lübbecke TuS Tengern (LL) - Lüdenscheid Rot-Weiß Lüdenscheid (BL) | - Minden Rot-Weiß Maaslingen (LL) - Münster 1. FC Gievenbeck (WL) - Olpe SpVg Olpe (WL) - Paderborn BV Bad Lippspringe (LL) - Recklinghausen FC Marl (BL) F - Siegen-Wittgenstein 1. FC Kaan-Marienborn (OL) - Soest SV Hilbeck (LL) - Steinfurt SV Burgsteinfurt (LL) - Tecklenburg TuS Graf Kobbo Tecklenburg (KLA) - Unna-Hamm Holzwickeder SC (WL) F |

## 1. Runde
| Datum                      |                                  | Ergebnis              |                             |
| -------------------------- | -------------------------------- | --------------------- | --------------------------- |
| 5. August 2017, 14:30 Uhr  | TuS Altenberge (LL)              | 1:3                   | 1. FC Gievenbeck (WL)       |
| 5. August 2017, 15:00 Uhr  | Hammer SpVg (OL)                 | 4:0                   | TSV Marl-Hüls (OL)          |
| 5. August 2017, 16:00 Uhr  | SV Schmallenberg (KLA)           | 1:5                   | Viktoria Rietberg (LL)      |
| 5. August 2017, 17:00 Uhr  | TuS Tengern (LL)                 | 2:1                   | SV Burgsteinfurt (LL)       |
| 6. August 2017, 15:00 Uhr  | Wacker Obercastrop (BL)          | 4:3                   | VfL Bad Berleburg (LL)      |
| 6. August 2017, 15:00 Uhr  | FC Iserlohn 46/49 (WL)           | 5:0                   | TuS Ennepetal (OL)          |
| 6. August 2017, 15:00 Uhr  | FC Marl (BL)                     | 0:5                   | SpVg Olpe (WL)              |
| 6. August 2017, 15:00 Uhr  | DJK TuS Hordel (WL)              | 2:1                   | 1. FC Kaan-Marienborn (OL)  |
| 6. August 2017, 15:00 Uhr  | Werner SC (LL)                   | 1:4                   | SC Herford (WL)             |
| 6. August 2017, 15:00 Uhr  | Blau-Weiß Gierskämpen (BL)       | 2:6                   | Rot-Weiß Maaslingen (LL)    |
| 6. August 2017, 15:00 Uhr  | SV Hilbeck (LL)                  | 3:0                   | BV Bad Lippspringe (LL)     |
| 8. August 2017, 18:30 Uhr  | FC Eintracht Rheine (OL)         | 1:0 n. V.             | SC Wiedenbrück (RL)         |
| 8. August 2017, 19:30 Uhr  | Rot-Weiß Lüdenscheid (BL)        | 1:3                   | Holzwickeder SC (WL)        |
| 9. August 2017, 18:30 Uhr  | SC Paderborn 07 (3L)             | 3:1                   | Preußen Münster (3L)        |
| 9. August 2017, 19:30 Uhr  | Post TSV Detmold (BL)            | 1:1 n. V. (5:4 i. E.) | Rot Weiss Ahlen (OL)        |
| 15. August 2017, 18:30 Uhr | SpVg Brakel (LL)                 | 1:8                   | Sportfreunde Lotte (3L)     |
| 16. August 2017, 18:30 Uhr | SC Bad Salzuflen (BL)            | 0:2                   | SC Roland Beckum (WL)       |
| 16. August 2017, 19:00 Uhr | TSG Sprockhövel (OL)             | 3:3 n. V. (3:0 i. E.) | SG Wattenscheid 09 (RL)     |
| 16. August 2017, 19:00 Uhr | SC Dorstfeld 09 (BL)             | 0:8                   | TuS Erndtebrück (RL)        |
| 16. August 2017, 19:30 Uhr | TuS Wiescherhöfen (LL)           | 1:3 n. V.             | Westfalia Herne (OL)        |
| 16. August 2017, 19:30 Uhr | SG Borken (LL)                   | 0:6                   | Westfalia Rhynern (RL)      |
| 22. August 2017, 19:15 Uhr | SpVgg Horsthausen (LL)           | 7:2                   | SSV Lagen (LL)              |
| 23. August 2017, 18:00 Uhr | FSC Rheda (BL)                   | 0:4                   | SC Verl (RL)                |
| 23. August 2017, 18:15 Uhr | Viktoria Resse (WL)              | 2:2 n. V. (5:4 i. E.) | SpVg Vreden (WL)            |
| 23. August 2017, 18:15 Uhr | TuS Graf Kobbo Tecklenburg (KLA) | 0:1                   | SV Rödinghausen (RL)        |
| 23. August 2017, 19:30 Uhr | Westfalia Wickede (WL)           | 0:2                   | TuS Haltern (OL)            |
| 23. August 2017, 19:30 Uhr | RSV Meinerzhagen (LL)            | 4:1                   | SC Hassel (OL)              |
| 23. August 2017, 19:30 Uhr | SuS Westenholz (LL)              | 1:4                   | VfL Holsen (LL)             |
| 24. August 2017, 18:30 Uhr | SuS Bad Westernkotten (LL)       | 0:2 n. V.             | SV Lippstadt 08 (OL)        |
| 24. August 2017, 18:30 Uhr | VfL Theesen (LL)                 | 0:1                   | VfB Fichte Bielefeld (WL)   |
| 24. August 2017, 19:30 Uhr | SpVg Beckum (WL)                 | 1:0                   | Sportfreunde Siegen (OL)    |
| 24. August 2017, 20:00 Uhr | FC Frohlinde (LL)                | 3:2                   | SG Finnentrop/Bamenohl (WL) |

## 2. Runde
| Datum                         |                           | Ergebnis              |                         |
| ----------------------------- | ------------------------- | --------------------- | ----------------------- |
| 29. August 2017, 19:00 Uhr    | SC Roland Beckum (WL)     | 0:4                   | SC Paderborn 07 (3L)    |
| 2. September 2017, 15:30 Uhr  | 1. FC Gievenbeck (WL)     | 0:2                   | Sportfreunde Lotte (3L) |
| 5. September 2017, 17:30 Uhr  | FC Eintracht Rheine (OL)  | 1:0                   | SV Rödinghausen (RL)    |
| 5. September 2017, 19:30 Uhr  | SV Hilbeck (LL)           | 2:3                   | SC Herford (WL)         |
| 7. September 2017, 19:30 Uhr  | Rot-Weiß Maaslingen (LL)  | 0:2                   | Viktoria Rietberg (LL)  |
| 12. September 2017, 19:00 Uhr | FC Iserlohn 46/49 (WL)    | 4:1                   | Westfalia Rhynern (RL)  |
| 12. September 2017, 19:00 Uhr | VfB Fichte Bielefeld (WL) | 0:4                   | SC Verl (RL)            |
| 12. September 2017, 19:15 Uhr | SpVgg Horsthausen (LL)    | 3:1                   | SpVg Beckum (WL)        |
| 13. September 2017, 19:00 Uhr | Wacker Obercastrop (BL)   | 4:1                   | Hammer SpVg (OL)        |
| 13. September 2017, 19:00 Uhr | FC Frohlinde (LL)         | 0:4                   | TuS Erndtebrück (RL)    |
| 13. September 2017, 19:30 Uhr | DJK TuS Hordel (WL)       | 4:2                   | Viktoria Resse (WL)     |
| 13. September 2017, 19:30 Uhr | TSG Sprockhövel (OL)      | 0:3                   | TuS Haltern (OL)        |
| 13. September 2017, 19:30 Uhr | TuS Tengern (LL)          | 3:4                   | SV Lippstadt 08 (OL)    |
| 13. September 2017, 20:00 Uhr | SpVg Olpe (WL)            | 2:1                   | Holzwickeder SC (WL)    |
| 14. September 2017, 19:00 Uhr | RSV Meinerzhagen (LL)     | 3:1                   | Westfalia Herne (OL)    |
| 14. September 2017, 19:30 Uhr | Post TSV Detmold (BL)     | 3:3 n. V. (3:4 i. E.) | VfL Holsen (LL)         |

## Achtelfinale
| Datum                         |                          | Ergebnis              |                         |
| ----------------------------- | ------------------------ | --------------------- | ----------------------- |
| 27. September 2017, 19:30 Uhr | RSV Meinerzhagen (LL)    | 3:2 n. V.             | SV Lippstadt 08 (OL)    |
| 27. September 2017, 19:30 Uhr | Wacker Obercastop (BL)   | 2:3                   | FC Iserlohn 46/49 (WL)  |
| 3. Oktober 2017, 13:00 Uhr    | SC Herford (WL)          | 4:2                   | TuS Haltern (OL)        |
| 3. Oktober 2017, 15:00 Uhr    | Viktoria Rietberg (LL)   | 0:15                  | SC Paderborn 07 (3L)    |
| 3. Oktober 2017, 15:00 Uhr    | FC Eintracht Rheine (OL) | 2:4                   | Sportfreunde Lotte (3L) |
| 10. Oktober 2017, 19:00 Uhr   | VfL Holsen (LL)          | 1:2                   | TuS Erndtebrück (RL)    |
| 11. Oktober 2017, 19:30 Uhr   | DJK TuS Hordel (WL)      | 1:1 n. V. (5:4 i. E.) | SC Verl (RL)            |
| 12. Oktober 2017, 19:30 Uhr   | SpVgg Horsthausen (LL)   | 0:7                   | SpVg Olpe (WL)          |

## Viertelfinale
| Datum                        |                        | Ergebnis |                         |
| ---------------------------- | ---------------------- | -------- | ----------------------- |
| 25. Oktober 2017, 19:30 Uhr  | TuS Erndtebrück (RL)   | 2:0      | RSV Meinerzhagen (LL)   |
| 31. Oktober 2017, 13:30 Uhr  | SC Herford (WL)        | 1:2      | SC Paderborn 07 (3L)    |
| 11. November 2017, 18:00 Uhr | FC Iserlohn 46/49 (WL) | 2:3      | Sportfreunde Lotte (3L) |
| 25. November 2017, 14:00 Uhr | SpVg Olpe (WL)         | 3:0      | DJK TuS Hordel (WL)     |

## Halbfinale
| Datum                     |                         | Ergebnis |                      |
| ------------------------- | ----------------------- | -------- | -------------------- |
| 4. April 2018, 19:00 Uhr  | Sportfreunde Lotte (3L) | 1:2      | TuS Erndtebrück (RL) |
| 11. April 2018, 19:00 Uhr | SC Paderborn 07 (3L)    | 3:0      | SpVg Olpe (WL)       |

## Finale
| TuS Erndtebrück                                              | TuS Erndtebrück | SC Paderborn 07 | SC Paderborn 07 |
| ------------------------------------------------------------ | --- | --- | --------------- |
| TuS Erndtebrück                                              | \| 21. Mai 2018 um 14:30 Uhr in Erndtebrück (Pulverwaldstadion) \| \| Ergebnis: 2:4 (0:4) \| \| Zuschauer: 978 \| \| Schiedsrichter: Bastian Börner (Dortmund) \| | \| 21. Mai 2018 um 14:30 Uhr in Erndtebrück (Pulverwaldstadion) \| \| Ergebnis: 2:4 (0:4) \| \| Zuschauer: 978 \| \| Schiedsrichter: Bastian Börner (Dortmund) \| | SC Paderborn 07 |
| TuS Erndtebrück                                              | Niklas Jakusch – Till Hilchenbach, Marco Rente, Dániel Sváb, Benjamin Kraft, Johannes Ludmann, Nino Saka (79. Dominik Jordan) – Armend Kabashi, Tim Treude (75. Mehdi Reichert) – Jan-Patrick Kadiata (65. Lukas Rösch), Stefan Valentini Cheftrainer: Florian Schnorrenberg | Michael Ratajczak – Lukas Boeder (55. Matthias Stingl), Leon Fesser, Felix Herzenbruch, Christian Strohdiek (65. Ron Schallenberg) – Sebastian Wimmer, Thomas Bertels, Philipp Klement – Ben Zolinski, Sven Michel (46. Darryl Geurts), Phillip Tietz Cheftrainer: Steffen Baumgart | SC Paderborn 07 |
| TuS Erndtebrück                                              | 1:4 Dániel Sváb (54.) 2:4 Dominik Jordan (85.) | 0:1 Ben Zolinski (4.) 0:2 Sven Michel (30.) 0:3 Philipp Klement (35.) 0:4 Leon Fesser (37.) | SC Paderborn 07 |
| 21. Mai 2018 um 14:30 Uhr in Erndtebrück (Pulverwaldstadion) | | |                 |
| Ergebnis: 2:4 (0:4)                                          | | |                 |
| Zuschauer: 978                                               | | |                 |
| Schiedsrichter: Bastian Börner (Dortmund)                    | | |                 |